# Walda Heywat
Walda Heywat (fl. século XVII), também chamado Metku, foi um filósofo etíope.

## Biografia
Walda Heywat foi aluno de Zera Yacob, cujo trabalho ele continuou em seu Tratado de Walda Heywat, escrito em Ge'ez . Walda Heywat era filho de Habta Egziabher (chamado Habtu), um amigo de Zera Yacob na cidade de Emfraz, onde Zera Yacob passou a segunda parte de sua vida. Zera Yacob foi o professor dos filhos de Habtu e apresentou Walda Heywat à sua filosofia.
Foi Walda Heywat para quem Zera Yacob escreveu seu Tratado de Zera Yacob, descrevendo sua vida e seus pensamentos.